# Cyathea orientalis
Cyathea orientalis är en ormbunkeart som först beskrevs av Kze., och fick sitt nu gällande namn av Moore. Cyathea orientalis ingår i släktet Cyathea och familjen Cyatheaceae. Inga underarter finns listade.